# 甜蜜素
甜蜜素（Sodium cyclamate），又称甜精，化学名环己基氨基磺酸钠，一种甜味剂。

## 历史
甜蜜素在1937年被伊利诺伊大学的学生麦克尔·斯维达（Michael Sveda）发现，1950年代开始应用于软性饮料工业，1960年代上市成为一般性代糖。1966年有研究发现甜蜜素可在肠菌作用下分解为可能有慢性毒性的环己胺。1969年美国国家科学院研究委员会收到有关甜蜜素兑糖精的10:1混合物可致膀胱癌的动物实验证据，不久后美国食品与药物管理局即发出了全面禁止使用的命令。英、日、加拿大等国随后也禁用。
1973和1982年，美国雅培在多种证明甜蜜素食用安全性的实验报告基础上，两次向美国食品与药物管理局请愿希望能恢复甜蜜素的使用，但没有获得批准。美国食品与药物管理局认为现有证据虽然无法证明甜蜜素在大鼠和小鼠中的致癌作用，而且一些国际组织也发表评论表示甜蜜素是安全物质，但他们目前是不会考虑推翻现有的禁令，也不会对甜蜜素进行系统性的安全评估。
目前承认甜蜜素甜味剂地位的国家和地区有超过130个，包括中国大陆和台湾在内。

## 性质
甜蜜素是一种白色结晶或结晶性粉末，溶于水和丙二醇，几乎不溶于乙醇、乙醚、氯仿和苯。对空气、光、热稳定，在碱性介质中稳定，在酸性介质中略有分解。味甜，加热后稍有苦味。

## 制取
由环己胺与氯磺酸或氨基磺酸发生磺化成环己基氨基磺酸后，再与氢氧化钠成盐而得。

## 用途
甜蜜素是一种非营养性合成甜味剂，甜度约为蔗糖的30倍，优点是甜味好，后苦味比糖精低，成本较低；缺点是甜度不高，用量大，易超标使用，无营养价值。